# Гедеон (Фомин)
Архимандрит Гедеон (в миру Григорий Иванович Фомин; ум. 23 декабря 1812) — архимандрит Богоявленского монастыря города Москвы, педагог, ректор Вифанской духовной семинарии.

## Биография
Из вдовых диаконов Московского Новодевичьего монастыря.
В 1799 году Григорий Фомин поступил преподавателем греческого языка в Троице-Лаврскую семинарию и принял монашество с именем Гедеон.
В 1800 году Гедеон был назначен префектом, а в 1801 году занял должность ректора в недавно открытой (1 (12) мая 1797 года) Вифанской духовной семинарии.
17 апреля 1804 года назначен настоятелем Дмитровского Борисоглебского монастыря с возведением в сан архимандрита.
В 1806 году он был переведён в Златоустовский монастырь, в 1808 году — в Можайский Лужецкий монастырь.
В 1811 году Гедеон получил назначение в Московский Богоявленский монастырь, где его ждали суровые испытания, связанные с оккупацией Москвы французами с 14 сентября по 20 октября 1812 года (по новому стилю) под предводительством Наполеона Бонапарта в ходе Отечественной войны 1812 года.
Гедеон (Фомин) умер 23 декабря 1812 года.